# زیردریایی یو-۶۱۱
زیردریایی یو-۶۱۱ (به انگلیسی: German submarine U-611) یک زیردریایی است که طول آن ۶۷٫۱ متر (۲۲۰ فوت ۲ اینچ) می‌باشد. این زیردریایی در سال ۱۹۴۲ ساخته شد.